# Hans Tilly
Hans Lennart Tilly, född 6 augusti 1949 i Linköpings församling, Östergötlands län, är en svensk fackföreningsman. Han valdes 2002 ordförande i Svenska byggnadsarbetareförbundet och avgick 2012 för att efterträdas av Johan Lindholm.

## Biografi
Hans Tilly är född i Linköping och utbildad murare. Han var ombudsman i Byggnads Linköping 1982-88 och arbetade sedan på förbundskontoret. Han blev invald i styrelsen 1992. Han valdes 1997 till ledamot i styrelsen för Riksbyggen och 2002 till ledamot i styrelsen för Folksam. Han blev 2002 vald till ordförande i både Svenska Byggnadsarbetareförbundet och Riksbyggen; ordförandeposten i det förra lämnade han 2012. Han ingick fram till våren 2011 i socialdemokraternas partistyrelse.